# 安田浩
安田 浩（やすだ ひろし、1944年 - 2024年〈令和6年〉7月25日）は、日本の計算機科学者。工学博士。東京大学名誉教授。元東京大学国際・産学共同研究センター教授。一般社団法人日本スマートフォンセキュリティ協会会長。

## 概要
東京都出身。画像処理、画像符号化などの分野に携わり、JPEG、MPEG規格標準化での功績により1996年エミー賞を受賞。2009年春に紫綬褒章受章。
知的財産権保護技術などの研究を経て、人間の五感にマッチングした映像制作・配信のための感性工学を研究。次いでインターネットセキュリティ技術にも活動を広げ、ユビキタス社会におけるセキュリティの一つの枠組みとして、複合領域サイバー・セキュリティ技術 (MCST：Multidisciplinary Cyber Security Technology) を唱えている。

## 経歴
- 1957年 東京教育大学附属小学校（現・筑波大学附属小学校）卒業
- 1960年・1963年 東京教育大学附属中学校・高等学校（現・筑波大学附属中学校・高等学校）卒業
- 1972年
  - 東京大学大学院工学系研究科電子工学専攻博士課程修了（工学博士）[4]。
  - 日本電信電話公社入社、武蔵野通研にて画像情報通信技術の研究開発を行う
- 1978年 米国カリフォルニア州パサデナ市ジェット推進研究所客員研究員
- 1987年 NTTヒューマンインターフェース研究所画像メディア研究部長
- 1991年 ISO/IEC JTC 1/SC 29（AV&マルチメディア符号化）議長（1998年まで）
- 1992年 NTT企業通信システム本部開発部長
- 1995年 NTT理事、情報通信研究所所長
- 1997年 東京大学教授（先端科学技術研究センター）
- 2003年 東京大学国際・産学共同研究センター長（2005年3月任期終了）
- 2005年5月 Certified Information Systems Security Professional(CISSP)資格取得
- 2007年
  - 東京電機大学未来科学部教授
  - 株式会社ソフトフロント社外取締役
- 2008年 東京電機大学 総合メディアセンター長
- 2011年 東京電機大学 未来科学研究科委員長、未来科学部学部長
- 2013年 (ISC)2[5]理事 (Board of Director)
- 2015年
  - 東京電機大学 未来科学研究科 特別専任教授（特命教授）
  - SiSOC Tokyo Research Professor, 東京大学大学院情報学環セキュア情報化社会研究寄付講座 客員教授
  - 公益財団法人 電気科学技術奨励会 会長
- 2016年4月 東京電機大学 学長
- 2019年6月 東京電機大学 学長を辞任

## 受賞等
- 昭和50年度米澤記念学術奨励賞（電子情報通信学会）
- 昭和61年度高柳記念奨励賞（高柳記念財団）
- 平成8年度丹羽高柳賞業績賞（テレビジョン学会）
- 1995-1996年米国テレビジョンアカデミーエミー賞技術開発部門
- IEEE the 2000 IEEE Charles Proteus Steinmetz Award
- 平成14年度情報通信月間総務大臣表彰
- 映像情報メディア学会平成16年度丹羽高柳賞功労賞（映像フレーム間符号化方式の先導的研究、ISO担当グループ議長としてMPEG標準規格のとりまとめに対して）
- 2006年11月 エリクソンテレコミュニケーションアワード
- 2007年
  - 6月 東京大学名誉教授
  - 11月 (ISC)2[5]セキュリティ貢献賞
- 2008年2月 情報セキュリティの日 内閣官房長官個人功労賞
- 2009年
  - 4月 紫綬褒章
  - 10月 情報月間2009総務大臣表彰 安心・安全インターネット推進協議会会長として
- 2011年10月 平成23年度工業標準化 内閣総理大臣賞
- 2012年8月 [(ISC)2][5]Harold F. Tipton Lifetime Achievement Award 受賞
- 2013年
  - 1月 高柳記念賞受賞
  - 5月 電子情報通信学会名誉員
  - 10月 平成25年度情報化促進貢献個人等表彰 総務大臣表彰＜情報化促進貢献（企業等部門）＞一般社団法人日本スマートフォンセキュリティ協会 (JSSEC) 会長として代表受賞
- 2014年5月 電子情報通信学会功績賞

## 委員等
- 電子情報通信学会会長（平成23年5月 - 平成24年5月）
- 内閣府高度情報通信ネットワーク社会推進戦略本部本部員（ - 平成23年3月）
- 内閣府沖縄振興審議会委員（ - 平成25年3月）
- 特許庁産業構造審議会知的財産政策部会委員
- 総務省情報通信審議会専門委員
- 総務省住民基本台帳ネットワークシステム調査委員会座長
- 文化庁文化遺産情報推進戦略会議委員
- 安心・安全インターネット推進協議会会長
- 情報処理推進機構応用ソフトウェア審議委員会委員長
- 情報処理推進機構技術委員会委員
- （元）Digital Media Projectボードメンバー
- コンテンツIDフォーラム会長
- （元）DAVIC（画像サービス関連業界標準化国際組織）プレジデント
- 安心空間コンソーシアム (SPCC：Secure PrivateCosm Consortium) 副会長
- 警察庁総合セキュリティ対策会議委員

## 著書
- 『マルチメディア符号化の国際標準』丸善 1991年
- 『画像符号化技術-DCTとその国際標準』オーム社 1992年
- 『MPEG/マルチメディア符号化の国際標準』丸善 1994年
- 『ディジタル画像圧縮の基礎』日経BP社 1996年
- 『標準インターネット教科書』アスキー出版 1996年
- 『新世紀ディジタル講義』新潮社 2000年
- 『ブロードバンド+モバイル標準MPEG教科書』アスキー出版 2003年
- 『コンテンツ流通教科書』アスキー出版 2003年
- 『企業リスクとIT統制』アスキー出版 2007年